# Ichneumon longipes
Ichneumon longipes là một loài tò vò trong họ Ichneumonidae.